# إيكاتيرينا بوبروفا

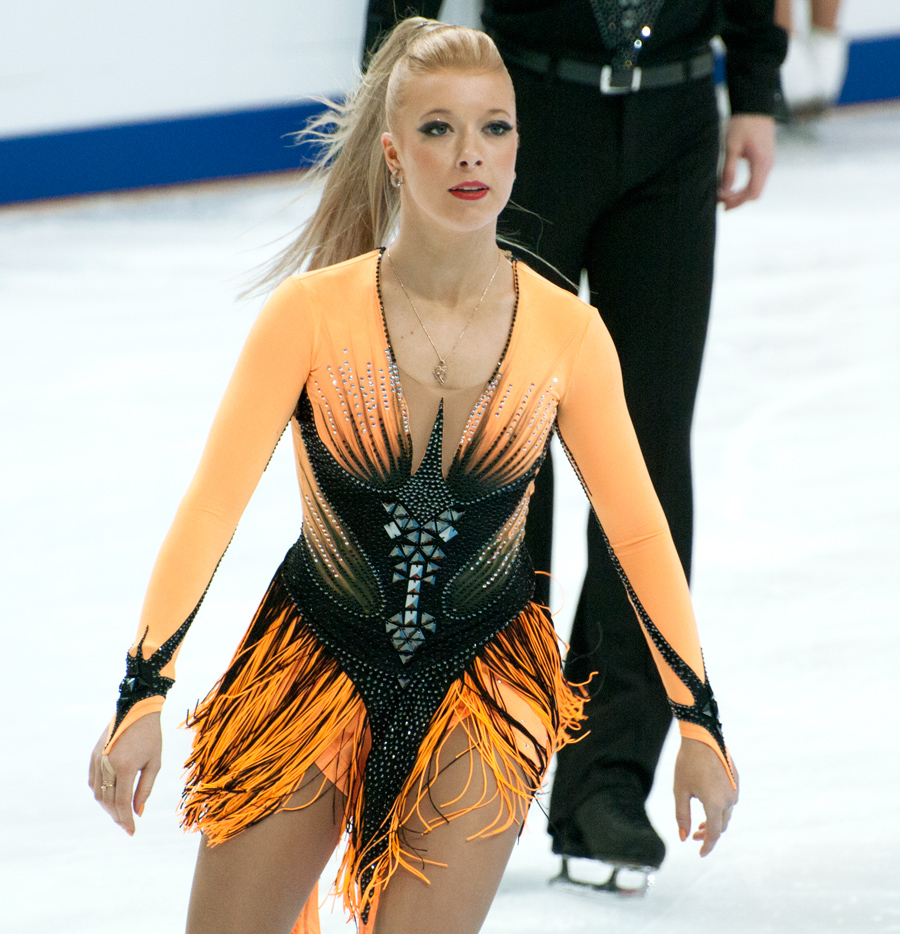
إيكاتيرينا بوبروفا في كأس روستلكوم في 2011

إيكاتيرينا ألكسندروفنا بوبروفا (الروسية: Екатерина Александровна Боброва) وهي راقصة جليد روسية مع ديميتري سولوفيف ولدت في يوم 28 مارس 1990 في مدينة موسكو في روسيا، فازت بالميدالية الذهبية في الألعاب الأولمبية الشتوية 2014 في سوتشي في روسيا، كما فازت بالميدالية البرونزية في بطولة العالم في 2013 في لندن في المملكة المتحدة.

## روابط خارجية
- إيكاتيرينا بوبروفا على موقع الاتحاد الدولي للتزلج (الإنجليزية)
- إيكاتيرينا بوبروفا على موقع اللجنة الأولمبية الدولية (الإنجليزية)
- إيكاتيرينا بوبروفا على موقع أوليمبيديا (الإنجليزية)